# یواس‌اس هنکاک (سی‌وی-۱۹)
یواس‌اس هنکاک (سی‌وی-۱۹) (به انگلیسی: USS Hancock (CV-19)) یک کشتی بود که طول آن As built:
۸۸۸ فوت (۲۷۱ متر) overall بود. این کشتی در سال ۱۹۴۴ ساخته شد.